# Clostera anastomosa
Clostera anastomosa är en fjärilsart som beskrevs av John Abbot och Smith 1797. Clostera anastomosa ingår i släktet Clostera och familjen tandspinnare. Inga underarter finns listade i Catalogue of Life.